# 長谷川由美
長谷川 由美（はせがわ ゆみ、1980年 - ）は、日本の元AV女優。東京都出身。血液型:A型。

## 出演作品
- 女子校生露出狂時代　チョー感じるのはコレよ（1999年3月15日、ネクストイレブン）他出演:杉野まゆみ
- 路地裏の男（1999年4月2日、ホットエンターテイメント）
- 激撮! コスプレMIX（2000年5月31日、HRC）他出演:小島紗季
- 女子校生 露出（2000年8月15日、ネクストイレブン）他3名出演
- おしゃぶりマガジンデラックス（2000年8月15日、ネクストイレブン）他9名出演
- 痴女行為の虜になった私たち OL色情狂（2000年9月7日、ハムレット）共演:吉澤萌香、星野瑠海、西澤麻里、内田早紀
- 調教メイド姉妹（2001年1月16日、シャイ企画）他2名出演
- 女子校生 こんなHがしてみたい（2001年8月15日、ネクストイレブン）他出演:七瀬ゆな、麻丘みなみ
- Fetish Lesbian（2002年3月14日、ドリームクリエイト）他3名出演
- 手コキ・エンジェル（2002年5月18日、メディアステーション）他7名出演
- 淫語すぺしゃる 3（2002年6月28日、ワイルドサイド）他2名出演
- レースの牝豹たち（2002年11月9日、チャンネルヴィ）他の出演者:吉沢さゆり・井上アンリ・伊藤留美
- 女体測定リポート（2003年4月30日、エムズブロードキャスト）他4名出演
- 48人のカリスマエンジェル（2003年5月16日、メディア・ステーション）他47名出演
- コスプレHIT ランキングSP（2003年6月20日、エムブロードキャスト）他多数出演
- 家出娘と労務者　昭和あかすり物語・釜場一発（2003年9月30日、ホットエンターテイメント）他出演:小宮純
- 美女の唾液の壷になりたい。（アロマ企画）共演:星田真波・槙野ゆき
- 生でベロベロいかせて!19 〜12人の咥える女たち〜（ボーダー）他11名出演
- 初脱ぎギャルズ（2006年11月24日、チャンネルヴィ）他出演:内田早紀